# Port lotniczy Weeze
Port lotniczy Weeze (oficjalnie: Airport Weeze, niem.: Flughafen Weeze, kod IATA: NRN, kod ICAO: EDLV) – lotnisko tanich linii lotniczych, położone 6 km od Weeze i 89 km od centrum Düsseldorfu, w pobliżu granicy z Holandią. W 2010 obsłużyło 2 889 651 pasażerów. Mimo tego, że sąd niemiecki zatwierdził, iż nazywanie portu mianem "Düsseldorf" jest mylącym i nielegalnym w Niemczech, Ryanair nadal ogłasza ten kierunek lotów poza granicami Niemiec jako "Düsseldorf (Weeze)". Do Düsseldorfu jeżdżą autobusy. Można tam też dojechać koleją z dworca w centrum Weeze. Autobusem do dworca około 10 min (€2,5) i dalej koleją około 50 min. Przejazd samochodem trwa ponad godzinę.

## Linie lotnicze i połączenia
| Linia lotnicza   | Kierunek |
| ---------------- | --- |
| Air Arabia Maroc | 1. Fez |
| Ryanair          | 1. Agadir 2. Alicante 3. Asturia 4. Bari 5. Castellón 6. Edynburg 7. Essaouira 8. Faro 9. Fez 10. Fuerteventura 11. Girona 12. Malaga 13. Marrakesz 14. Nador 15. Palma de Mallorca 16. Rabat 17. Sewilla 18. Tanger 19. Saloniki 20. Tirana 21. Zagrzeb Sezonowo: 1. Ankona 2. Mediolan-Bergamo 3. Béziers 4. Cagliari 5. Chania 6. Kopenhaga 7. Korfu 8. Ibiza 9. Lanzarote 10. Oujda 11. Pescara 12. Porto 13. Pula 14. Reus 15. Rodos 16. Teneryfa-Południe 17. Trapani 18. Zadar |
| Sky Express      | Sezonowe czartery: 1. Heraklion 2. Kos 3. Zakintos |